# تپه دارآباد
تپه دارآباد در شهرستان مینودشت، بخش گالیکش، روستای دارآباد واقع شده و این اثر در تاریخ ۲۷ مرداد ۱۳۸۲ با شمارهٔ ثبت ۹۷۲۵ به‌عنوان یکی از آثار ملی ایران به ثبت رسیده است.